# Star Studios
Star Studios (anteriormente conocida como Fox Star Studios) es una empresa india de producción y distribución de películas, filial de Disney Star, propiedad de The Walt Disney Company.
Star Studios trabaja en conjunto con Fox International Productions (FIP), el brazo de producción de cine internacional de 20th Century Studios. Star Studios produce películas en Hindi y lenguas regionales a través de adquisiciones, coproducciones y producciones propias para su distribución en todo el mundo.

## Filmografía

### Tamil
- Engaeyum Eppothum (2011)
- Vathikuchi (2013)
- Raja Rani (2013)
- Cuckoo (2014)
- Mundaasupatti (2014)
- Rajathandhiram - Distribución(2015)
- Kaaka Muttai - Distribución (2015)
- 10 Enradhukulla (2015)
- Manithan - Distribución (2016)
- Rangoon (film) - Distribución(2016)
- Velainu Vandhutta Vellaikaaran - Distribución (2016)
- Sangili Bungili Kadhava Thorae (2016)

### Telugu
- Untitled Mahesh Babu & AR Murugadoss Project  (2017)

### Malayalam
- Peruchazhi (2014)
- Lailaa O Lailaa(2015)

### 2001
- Bollywood Calling

### 2003
- Pinjar
- Tehzeeb

### 2004
- Ek Hasina Thi

### 2005
- Bullet: Ek Dhamaka

### 2008
- Jannat 2008
- Jannat

### 2009
- Quick Gun Murugun

#### 2010
- Khichdi: The Movie

#### 2011
- Stanley Ka Dabba
- Dum Maaro Dum
- Force

#### 2012
- Ekk Deewana Tha
- London, Paris, New York
- Jannat 2
- Bol Bachchan
- Raaz 3D

#### 2013
- Matru Ki Bijlee Ka Mandola
- Murder 3
- Jolly LLB
- Bullett Raja

#### 2014
- Hawaa Hawaii
- CityLights
- Humshakals
- Finding Fanny
- Bang Bang

#### 2015
- Khamoshiyan
- Mr. X
- Bombay Velvet
- Hamari Adhuri Kahaani
- Brothers
- Shaandaar
- Prem Ratan Dhan Payo

#### 2016
- Neerja
- Kapoor & Sons
- Traffic (2016)
- Ae Dil Hai Mushkil
- Akira
- M.S. Dhoni: The Untold Story
- Kabali (Previsto para julio de 2016)

#### Marathi
- Half ticket  (distribución)

- Datos: Q5476977